# Faustulidae
Faustulidae är en familj av plattmaskar som beskrevs av Franz Poche 1926. Faustulidae ingår i klassen Neodermata, fylumet plattmaskar och riket djur.
Familjen innehåller bara släktet Pseudobacciger.